# حفره تنه‌ای شکمی

حفره‌های بدن انسان: حفره شکمی بدن در سمت راست است

حفره تنه‌ای شکمی حفره بدنی انسان است که در بخش قدامی (جلو) بدن انسان قرار دارد. از حفره قفسه سینه و حفره شکمی لگنی تشکیل شده است. حفره شکمی لگن بیشتر به حفره شکمی و حفره لگنی تقسیم می‌شود، اما هیچ مانع فیزیکی بین این دو وجود ندارد. حفره شکمی شامل اندام‌های گوارشی، طحال و کلیه‌ها، حفره لگن شامل مثانه، اندام‌های تناسلی داخلی و راست روده است.